# Caladenia longii
Caladenia longii är en orkidéart som beskrevs av Richard Sanders Rogers. Caladenia longii ingår i släktet Caladenia och familjen orkidéer.
Artens utbredningsområde är Tasmanien. Inga underarter finns listade i Catalogue of Life.